# راکن اس اوبانون
راکن اس اوبانون (انگلیسی: Rockne S. O'Bannon؛ زادهٔ ۱۲ ژانویهٔ ۱۹۵۵) یک کارگردان، و تهیه‌کننده اهل ایالات متحده آمریکا است.